# Caton (Nowy Jork)
Caton – miasto w Stanach Zjednoczonych, w stanie Nowy Jork, w hrabstwie Steuben.